# Wincenty Dương
Św. Wincenty Dương (wiet. Vinh-Sơn Dương) (ur. ok. 1821 r. w Doãn Trung, prowincja Thái Bình w Wietnamie – zm. 6 czerwca 1862 r. w Nam Định w Wietnamie) – męczennik, święty Kościoła katolickiego.
Dokładna data urodzenia Wincentego Dương nie jest znana. Był żonaty i miał troje dzieci. Wincenty Dương był rolnikiem oraz poborcą podatkowym. Podczas prześladowań chrześcijan w Wietnamie został aresztowany we wrześniu 1861 r. Pomimo tortur nie wyrzekł się wiary. Został stracony 6 czerwca 1862 r.
Dzień wspomnienia: 24 listopada w grupie 117 męczenników wietnamskich.
Beatyfikowany 29 kwietnia 1951 r. przez Piusa XII. Kanonizowany przez Jana Pawła II 19 czerwca 1988 r. w grupie 117 męczenników wietnamskich.